# Cumberland Valley Township
Cumberland Valley Township est un township, situé au sud-ouest du comté de Bedford, aux États-Unis,. En 2010, il comptait une population de 1 597 habitants.

## Démographie
Lors du recensement de 2010, le township comptait une population de 1 597 habitants. Elle est estimée, en 2016, à 1 551 habitants.

### Source de la traduction
- (en) Cet article est partiellement ou en totalité issu de l’article de Wikipédia en anglais intitulé « Cumberland Valley Township, Clinton County, Pennsylvania » (voir la liste des auteurs).